# Сосновый Ключ
Сосновый Ключ — деревня в Чистопольском районе Татарстана. Входит в состав Нарат-Елгинского сельского поселения.

## География
Находится в центральной части Татарстана на расстоянии приблизительно 10 км по прямой на юго-юго-запад от районного центра города Чистополь.

## История
Основана в первой половине XVIII века. Проживали кряшены. Имеется часовня Иоанна Воина.
В «Списке населенных мест по сведениям 1859 года», изданном в 1866 году, населённый пункт упомянут как казённая деревня Сосновый Ключ 2-го стана Чистопольского уезда Казанской губернии. Располагалась при речке Бахте, по левую сторону Казанско-Бугульминской транспортной дороги, в 12 верстах от уездного города Чистополя и в 40 верстах от становой квартиры в казённом пригороде Билярске (Буляре). В деревне, в 30 дворах жили 201 человек (101 мужчина и 100 женщин), была мечеть.

## Население
Постоянных жителей было: в 1782 — 62 души муж. пола; в 1859 — 208, в 1897 — 417, в 1908 — 484, в 1920 — 565, в 1926 — 487, в 1938 — 397, в 1949 — 252, в 1958 — 231, в 1970 — 122, в 1979 — 58, в 1989 — 25, в 2002—7 (татары 100 %, вероятно кряшены), 1 в 2010.